# Taeke Huitema

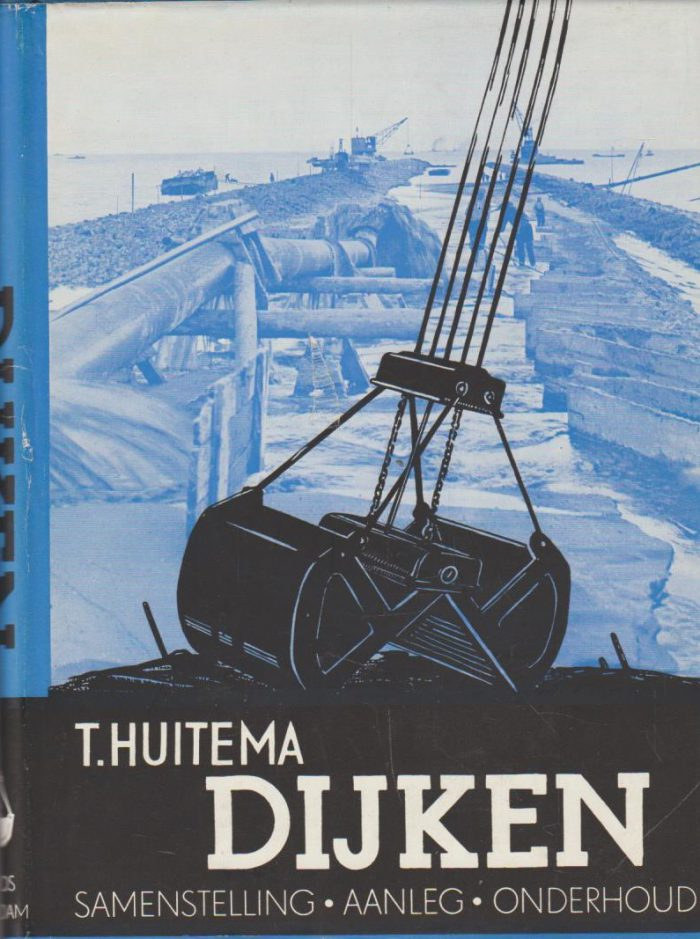
cover boek Dijken, van Taeke Huitema

Taeke Huitema (Holwerd gem. Westdongeradeel, 22 februari 1872 - Zeist, 9 december 1974) was een waterbouwkundige en redacteur. Hij werkte van 1892 tot 1927 bij Rijkswaterstaat, eerst als opzichter op Schokland, later als dienstkringhoofd te Vreeswijk, Winschoten, Hansweert, Sneek en Den Haag. Hij was in 1915 medeoprichter en tot 1955 redacteur en zeer productief schrijver van OTAR, waarin hij meer dan 250 artikelen schreef. Huitema schreef daarnaast het alom erkende standaardwerk Dijken (1947) en voor het KNAG het artikel Het ontstaan van de terpen in het noorden van ons land en het opslibben van het zeekleigebied waarin men de terpen aantreft (1958). De Vereniging van Waterstaatkundige Ambtenaren van de Rijkswaterstaat benoemde hem in 1927 tot erevoorzitter.

## Loopbaan

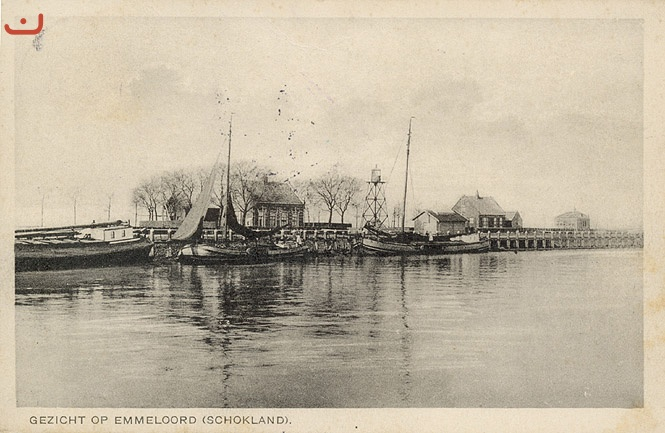
Briefkaart gezicht op het dorpje Emmeloord op Schokland ten tijde van het verblijf van Hakkeling

Zijn eerste betrekking was als Buitengewoon Opzichter van Rijkswaterstaat met tijdelijke aanstelling. Hij werd in oktober 1892 benoemd met standplaats Schokland voor een korte periode (tot april 1893). In dat jaar werd hij herbenoemd op Schokland tot1896. Zijn taakomschrijving was: buitengewoon opzichter bij het uitvoeren van leveringen, herstellingen en vernieuwingen aan de Rijkswerken op het eiland Schokland. In 1895 kwam hij in vaste dienst als opzichter 4e klasse (hij moet dus in die tijd zijn examen als opzichter met goed gevolg hebben afgelegd; dit is bijzonder omdat daar geen opleiding voor was en kandidaten het moesten hebben van hulp van collega's en particuliere docenten. Maar die waren op Schokland niet te vinden). In 1901 werd hij bevorderd tot 3e klasse, en in 1906 tot 2e klasse en in 1915 1e klasse.
Vanaf 1897 werd hij ook ingezet als waarnemer bij de "Bijzondere Riviercorrespondentie".
In de jaren 1895 - 1905 is hij Opzichter in Nieuwpoort (bij Schoonhoven), daarna opzichter in Hansweert war hij betrokken is bij herstelwerk aan het Kanaal door Zuid-Beveland. Dit was allemaal waterbouwkundig werk. Hij schrijft in 1910 een stukje in De Ingenieur over het al-dan-niet gebruiken van ijzeren platen in plaats van eikenhouten kespen boven de koppen van heipalen. Dit leidt tot nogal wat discussie in het tijdschrift.

## Wegenbouw
Vanaf 1910 is hij meer betrokken bij wegenbouwprojecten. In dat jaar leidt hij de aanbesteding van de straatweg naar Lemmer en in 1913 in Den Haag.
In 1915 publiceert hij een artikel in "De Ingenieur" over de problemen bij het onderhoud van straatwegen. Door de toename van het gemotoriseerde verkeer neemt de slijtage van deze wegen sterk toe, en is het nodig om een betere kwaliteit straatklinkers te gaan gebruiken. Ook in OTAR schrijft hij vanaf de oprichting regelmatig over bestratingen, zowel van rijwegen, fietspaden als voetpaden. In1920 houdt hij een pleidooi voor fietspaden los van de rijbaan in verband met de veiligheid van de fietsers.
Vanwege zijn belangstelling voor straatstenen wordt hij in een aantal normalisatiecommissies benoemd: gebakken steen (1931) natuursteen (1929), kalkzandsteen (1927).  Na zijn pensionering werd hij adviseur van de straatklinkerindustrie. In 1952 is er een speciaal artikel over zijn bemoeienis met straatklinkers in OTAR verschenen (door D. Thoenes).

## OTAR
In 1915 was hij een van de oprichters van het tijdschrift OTAR (Orgaan van Technisch Ambtenaren van de Waterstaat). Hij was tot ver na zijn pensionering redacteur van het tijdschrift (tot 1955) daarna is dit werk overgenomen door Berend Hakkeling. Maar is tot hoge leeftijd artikelen blijven schrijven. Hij heeft in totaal ruim 250 artikelen voor OTAR geschreven. Zijn laatste artikel was in 1963 over "Het vastvriezen van beweegbare waterkeringen wordt bestreden met luchtbellen".

## Publicaties van Huitema

### Boeken
- Dijken langs zee, rivieren en kanalen, kaden om polders, droogmakerijen enz.: samenstelling, aanleg, onderhoud (1947), Kosmos Amsterdam, 252 pp
- Klinkerbestratingen (1948) Stam Haarlem, 142pp

### Enkele tijdschriftartikelen uit OTAR
Veel artikelen zijn als serie gepubliceerd in meerdere delen, tussen haakjes staat het jaar en nummer van OTAR.
- Onderhoudskosten van steenslag - en klinkerwegen (1917-07)
- Het spoorwegongeluk te Weesp (1918-11)
- Het afschuiven van het binnengelopen van rivierdijken (1918-1)
- De hoogte van rivierdijken (1920-04)
- Buitengewoon hoge waterstanden op de Rotterdamse Waterweg (1920-11)
- Bruggen buiten bebouwde kommen (1921-07)
- De tram op de weg (1922-06)
- Straatwegen (1923-10)
- Het dichten van sluitgaten in dijken (1925-02)
- De nieuwe sluis te IJmuiden (1925-06)
- Hoog opperwater tegen de rivierdijken (1926-01)
- Fabricage van straatklinkers (1929-12)
- De tweede oeververbinding te Rotterdam (1936-07)
- Doorbraak van een der dijken van het Albertkanaal nabij Hasselt (1939-07)
- Beperking van den golfoploop tegen dijken (1940-08)
- Het dichten van de gaten in den dijk om Walcheren (1946-03)
- De nieuwe Statenschutsluis (1947-02)
- De bedijking van het zuid Sloe (1949-09)
- Strijdvragen omtrent terpen (1956-05)

### Overige tijdschriftartikelen
- Het ontstaan van de terpen in het Noorden van ons land en het opslibben van het zeekleigebied waarin men de terpen aantreft (Mededelingen der Koninklijke Nederlandsche Akademie an Wetenschappen, Vol. 21, No. 10 (1958), p. 269-281)
- Niet opgeloste vragen omtrent terpen (Bulletin van de Koninklijke Nederlandse Oudheidkundige Bond. 6e serie, Vol. 8, No. 4 (aug. 1955), p. 151-160)